# Hyporhamphus yuri
Hyporhamphus yuri is een straalvinnige vissensoort uit de familie van halfsnavelbekken (Hemiramphidae). De wetenschappelijke naam van de soort is voor het eerst geldig gepubliceerd in 1978 door Collette & Parin.